# Ri Man-chol
Ri Man-chol (19 giugno 1978) è un ex calciatore nordcoreano, di ruolo difensore.